# Gernsheim
Gernsheim település Németországban, Hessen tartományban. Lakosainak száma 11 006 fő (2023. december 31.).

## Népesség
A település népességének változása:
| Lakosok száma | 10 345 | 10 423 | 10 772 | 11 024 | 11 006 |
|               | 2017   | 2019   | 2021   | 2022   | 2023   |